# Stadion an der Grünau
Das Stadion an der Grünau oder Stadion Grünauer Allee ist ein Fußballstadion mit Leichtathletikanlage in der bayerischen Gemeinde Unterhaching. Die Anlage bietet mittlerweile 5000 Plätze. Der Fußballverein Fortuna Unterhaching nutzt heute die Anlage.

## Geschichte
Das Stadion an der Grünau war ab 1975  die ursprüngliche Heimspielstätte der SpVgg Unterhaching, die ab Ende der 1970er Jahre einen Aufschwung erlebte und 1981 erstmals in die seinerzeit drittklassige Bayernliga aufstieg. Dort wurde sie am Ende der Spielzeit 1982/83 Meister, so dass sie in der anschließenden Aufstiegsrunde zur 2. Bundesliga antrat. Mit dem SSV Ulm 1846, dem 1. FC Saarbrücken und dem VfR Bürstadt kam überregionaler Fußball zu Pflichtspielen ins Stadion an der Grünau, der Zweitligaaufstieg wurde jedoch verpasst. Nach der erneuten Meisterschaft am Ende der Saison 1987/88 verpasste die Mannschaft hinter dem 1. FSV Mainz 05 und Viktoria Aschaffenburg in der Aufstiegsrunde vor jeweils um die 1000 Zuschauern erneut den Aufstieg, der nach der Titelverteidigung 1988/89 hinter dem KSV Hessen Kassel gegen den SSV Reutlingen 05 und den SV Edenkoben klargemacht wurde. Beim abschließenden Spiel gegen den SV Edenkoben war das Stadion dabei mit 6000 Zuschauern erstmals ausverkauft.
In der Zweitligaspielzeit 1989/90 trat die SpVgg Unterhaching zu ihren 19 Heimspielen im Stadion an der Grünau an. Die „Vorstädter“ belegten den letzten Tabellenplatz und stiegen direkt wieder ab. Zudem verzeichnete der Klub den niedrigsten Zuschauerschnitt im Saisonverlauf, 2121 Zuschauer kamen durchschnittlich zu den Profispielen in das Stadion an der Grünau.
Zwischenzeitlich wurde der Neubau des Sportparks Unterhaching im Norden der Gemeinde initiiert. Im April 1992 zog die Wettkampfmannschaft der SpVgg Unterhaching während der Endphase der Bayernliga-Spielzeit 1991/92 ins neue Stadion um, in dem dann der erneute Zweitligaaufstieg gefeiert wurde. Im selben Jahr gründete sich der Amateurklub Fortuna Unterhaching, der sich das Stadion mit der zeitweise in der Bayernliga spielenden Amateurmannschaft der Spielvereinigung fortan teilte. Auch die A- und B-Junioren-Mannschaften der SpVgg trugen über viele Jahre hinweg ihre Heimspiele in der Grünau aus.